# Linghou (sockenhuvudort i Kina, Zhejiang Sheng, lat 27,80, long 119,89)
Linghou (kinesiska: 岭后乡) är en sockenhuvudort i Kina. Den ligger i provinsen Zhejiang, i den östra delen av landet, omkring 270 kilometer söder om provinshuvudstaden Hangzhou. Antalet invånare är 870. Befolkningen består av 399 kvinnor och 471 män. Barn under 15 år utgör 12,0 %, vuxna 15-64 år 62 %, och äldre över 65 år 24,0 %.
Runt Linghou är det ganska tätbefolkat, med 134 invånare per kvadratkilometer. Närmaste större samhälle är Xikeng, 5,9 km nordost om Linghou. I omgivningarna runt Linghou växer i huvudsak blandskog.
Genomsnittlig årsnederbörd är 2 328 millimeter. Den regnigaste månaden är juni, med i genomsnitt 383 mm nederbörd, och den torraste är januari, med 67 mm nederbörd.